# 베드타운

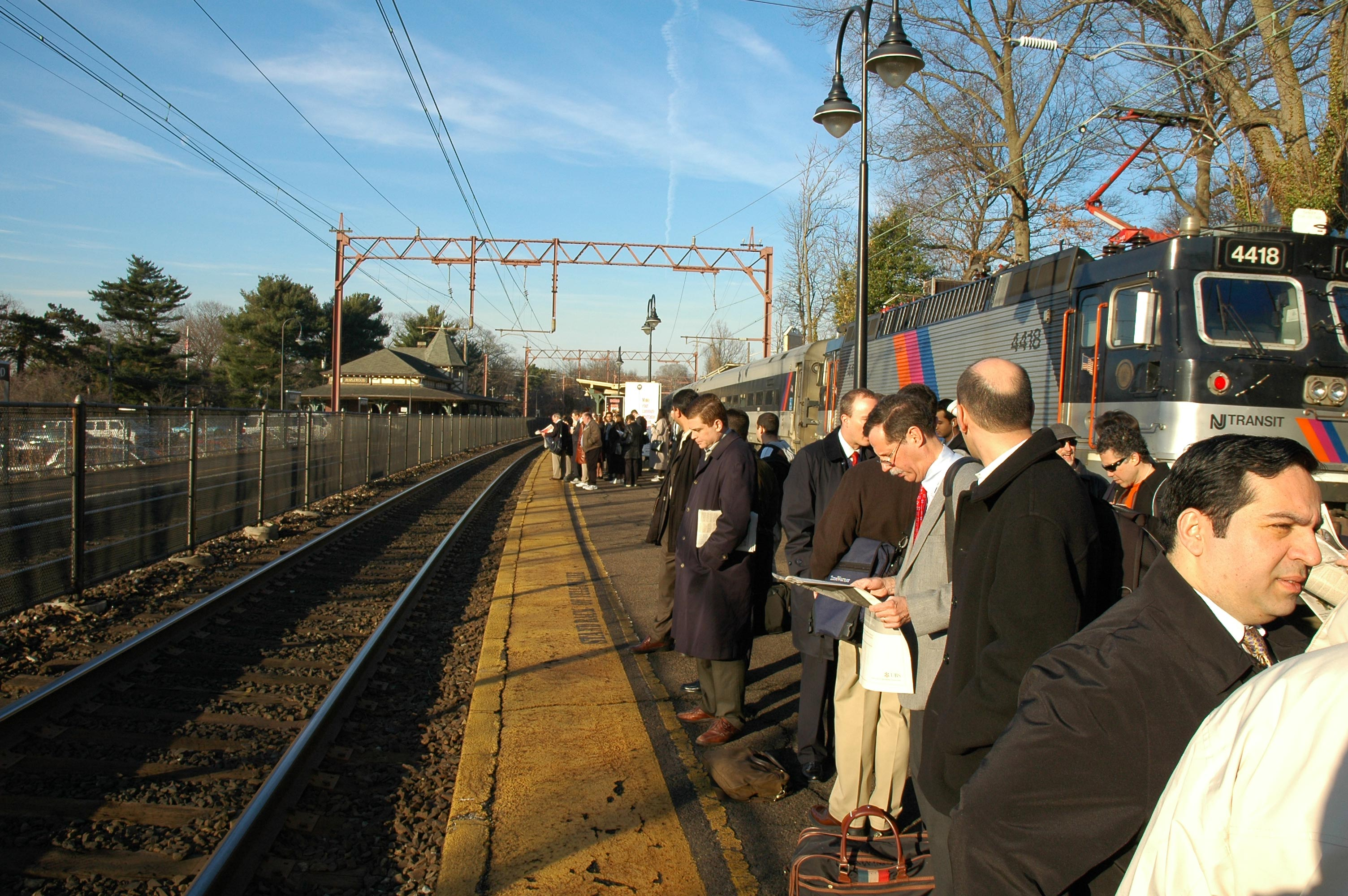
미국 뉴저지주 메이플우드의 한 역에서 뉴욕으로 떠나는 통근객들이 열차를 기다리고 있다.

베드타운(일본어식 영어: bed town), 또는 침상도시(寢牀都市, 영어: commuter town)는 대도시 부근의 교외의 위성 도시이다. 주택 도시라고도 한다.
베드타운은 주로 주거 기능을 담당하며, 이곳에 사는 도시 노동자들은 대개 인접 대도시의 직장으로 날마다 통근한다. 베드타운은 대부분 메트로폴리스의 교외 지역으로 기능하며, 대부분의 교외가 이에 속한다. 도시 지역을 둘러싼 둥근 통근지역을 통근 벨트(commuter belt)라고 한다.
도심으로 통근하는 사람의 주택을 중심으로 발달했으며, 철도역 등을 중심으로 자연발생적으로 형성된 것도 있지만, 당초부터 도시로 통근하는 사람을 상대로 계획적으로 만들어진 것도 있다. 베드타운을 bedroom community(캐나다와 미국), dormitory town, dormitory village (영국 연방과 아일랜드, 전자가 더 널리 쓰임)이라고도 한다. 이 낱말은 「자러 돌아갈 뿐인 곳」이라는 어감이 있으며, 거주민들은 바깥에서 바깥에서 일을 하고, 이곳 주민을 위한 약간의 소매업 외에 그 이상의 상업, 산업 활동이 미미함을 암시한다.

## 교외와 베드타운의 구별
교외(suburb)나 베드타운은 흔히 같을 때가 많으나, 그렇지 않은 경우도 있다. 대학촌, 관광촌, 혹은 공장도시처럼, 베드타운도 이 취락의 경제적 기능을 나타내고 있다. 반면 교외는 규모, 인구밀도, 정치적 위상, 상업 기능 등이 인접 도시보다 작고 약한 지역을 일컫는다. 교외의 경제적 기능은 변할 수도 있는데, 가령 교통이 발전하여 통근자들이 교외 거주를 위해 산업 교외(industrial suburb)나 철도 도시(railway town)로 이동하게 된다. 뉴저지주의 테터보로나 캘리포니아주의 에머리빌처럼 어떤 교외 지역의 경우 산업 시설이 남아있어, 그 주변이 베드타운으로 둘러싸이기도 한다. 많은 통근자들은 이런 산업 교외 지역에서 일하지만 대개 그곳에 거주하지는 않는다. 따라서 이런 교외는 베드타운라 할 수 없다.
일반적으로 교외 지역은 고용을 창출하는 주요 도시와 가까운 지역에서 발전하는데, 교외 지역 자체에서도 일자리가 많이 생길 수도 있고 그렇지 않을 수도 있다. 반면 베드타운 내에서는 직업 활동이 미미하며, 대부분의 주민들은 다른 중심 도시에 일자리를 갖고 출퇴근한다. 베드타운은 농촌 혹은 半농촌 지역으로, 중심도시 인근의 녹지와 분리된 형태인 경우도 있다. 그러나 스프롤 현상이나 연담도시화로 메트로폴리스 수준의 대도시권의 여러 도시와 취락들 사이의 경계가 사라지면 이런 농촌은 사라진다.

## 역사

### 대한민국
대한민국의 수도, 서울특별시의 베드타운은 일반적으로 수도권이라 부르는 지역의 대부분을 일컫는다. 자족 기능을 가진 몇몇 도시를 제외한 대부분의 도시는 서울의 베드타운으로서 기능하고 있다. 인천광역시나 수원시, 안산시 같은 경우 자족기능을 갖추고 있으나 서울로 출근하는 인구가 많아 사실상 베드타운으로 기능한다고 보면 된다. 1960년대 대한민국의 산업화가 급속도로 이루어지면서 기반 시설이 가장 잘 갖추어진 서울의 공업화, 밀집화는 더욱 가속화되었고 그에 따라 서울의 한정된 면적으로는 밀려드는 인구를 감내하지 못하여 서울 시내 외곽의 양천, 서초, 송파, 은평, 강북, 노원과 서울 시외 근교의 인천, 수원, 성남, 의정부, 안양, 고양, 부천, 광명, 구리 등의 도시가 성장하였고 1990년대에 일산, 분당, 산본 등의 이른바 신도시(新都市)가 건설되었고, 시흥, 남양주, 양주, 용인, 화성, 파주, 김포 등지에도 새로운 주택지가 조성되어 서울로 출퇴근하는 많은 사람들의 베드타운이 되었다. 밀려드는 인구를 감당하지 못하고 결국 평택, 안성, 가평, 양평, 동두천, 충청남도 천안, 아산 등 경기도 변방이나 충청남도 북부까지 베드타운이 되어가고 있다.
서울 근교의 베드타운 중에서는 아예 처음부터 서울의 인구를 분산하기 위한 의도적인 목적으로 만들어진 곳(성남 분당신도시, 고양 일산신도시, 성남 구시가지, 안양 평촌신도시 등), 서울통근권의 팽창으로 주거지로 추가로 개발된 곳(김포, 파주 운정신도시, 화성 동탄신도시, 남양주, 용인), 행정기능의 분산 목적으로 만들어진 곳(과천), 근대화 및 교통발달 과정에서 자연스럽게 형성된 곳(의정부, 안양 구시가지, 부천, 구리), 서울의 공업기능의 분산을 목적으로 만들어진 곳(안산, 시흥), 서울시 편입 예정지로서 거주지로 개발되다가 결국 서울 편입에서 배제되어 경기도 베드타운으로 남게 된 곳(광명), 본래는 독자적인 생활권을 지닌 근교도시였으나 서울통근권 베드타운으로 편입된 곳(인천, 수원)이 있는 등 기능과 형성 과정이 각기 다르다.

### 일본
일본에서, 메이지 시대 말부터 다이쇼 시대에 걸쳐 도시으로의 인구집중, 공장과 주택이 뒤섞임에 의해 환경악화, 슬럼의 발생등이 사회문제가 되었다. 서부의「전원 도시」사상이 소개되어, 환경이 좋은 교외의 생활도 재창되게 되었다. 샐러리맨의 증가에 따라, 그들의 주거지의 수요에 응하기 위해, 철도회사등이, 가까운 바깥 농촌의 택지개발을 해왔다. 예를 들자면, 전원 도시주식 회사(도쿄 급행전철의 전신이나, 한큐 전철등에 의해 분양주택지가 만들어졌다. 한큐 전철은 처음부터 연안 근처의 개발을 시작한 회사에서, 현재의 이케다시 무로 정에 역전 주택지를 분양하여, 공업화로 대기 오염 등이 심각해진 오사카시 내에서 샐러리맨들의 이주를 선전했다. 같은 예는 미국의 몇 개의 교외철도에도 존재한다. (예:퍼시픽 전철)
제2차 세계 대전후, 주택정비공단 등이 주택공급을 했지만, 대부분은 교외부의 뉴타운이었다. (예: 다마 뉴타운, 고조지 뉴타운 등)
영국에서 제창된 전원도시의 이념은, 업주접근을 의도, 일할 곳과 양호한 주택지를 계획적으로 배치한 것이다. 일본의 가까운 시 주택지의 대부분은 오로지 주택공급을 목적으로 하고 있어, 혼란한 전차에서 사무실이 있는 도시부로 통근하여, 자택에서는 자러 돌아갈 뿐이라 한 근로자층의 평균상을 만들어냈다.

### 홍콩
국토가 협소한 홍콩의 경우, 교외에 뉴타운을 조성하는 경우도 있고, 오래된 건축물이나 우범 지대 등의 성격이 짙은 상태로 전락된 홍콩 중심가의 원도심 지역에서의 도시 재개발을 활성화하여 새롭고 더 나은 환경을 조성하기 위한 아파트로 탈바꿈하게 되는 경우도 물론 있다. 그리고 홍콩은 북부 지역에는 한국의 부산광역시와 비슷하게 산악 지형을 이루는 것으로 보이게 되며, 홍콩의 베드타운은 췬완 신시진 등 신도시 지역이 실질적인 베드타운으로 기능하고 있으며 앞쪽에 있는 아시아 최대의 카지노 산업 특구로 군림한 마카오가 홍콩의 베드타운 역할을 하고 있기 때문이다.

## 같이 보기
- 위성 도시
- 전원 도시